# Chiesanuova (San Marino)
Chiesanuova – jedno z 9 zamków położonych na terenie San Marino. Położone jest na wysokości 450 m w południowo-zachodnim San Marino. Graniczy z zamkiem Fiorentino i San Marino od zachodu, oraz z Republiką Włoską od wschodu. W 2012 roku liczył 1087 mieszkańców.